# Bossieu
Bossieu é uma comuna francesa na região administrativa de Auvérnia-Ródano-Alpes, no departamento de Isère. Estende-se por uma área de 13,48 km². Em 2010 a comuna tinha 306 habitantes (densidade: 22,7 hab./km²).